# 요시마쓰정
요시마쓰정(일본어: 吉松町)은 일본 가고시마현 아이라군에 있던 정이다. 2005년 3월 22일에, 구리노정과 신설합병해, 유스이정이 되었다.

## 지리
가고시마현의 북동쪽 끝에 위치하고 있으며, 기리시마산 산기슭에 있는 맷돌 모양의 분지 형태로 펼쳐져 있다. 중앙부에는 센다이강이 남북으로 흐르고 그 유역에 경작지가 많으며, 양안의 고원지대에는 밭이 많다.

## 역사
센다이강 유역의 산기슭에서 대지까지 많은 조몬유적 및 야요이유적이 발견되었다. 조몬 유적에서는 전기에서 후기 무렵의 것으로 보이는 토기가 발견되었다.
중세에는 겐큐 8년 오스미 국지도서에는 요시마쓰정의 구역이 쓰쓰하노라고 불렸다고 하며, 시마즈씨에 의한 삼주 통일로 히시캇토씨를 쫓아 호쿠사쓰(北薩)를 공략한 후 시마즈 요시히로가 도요고(豊後)로 이주하면서 가메츠루성(亀鶴城)을 임시 거처로 삼으면서 쓰쓰하노촌에서 요시마쓰촌로 개칭했다고 한다. 
메이지에 들어와 폐번치현에 의해 1871년(메이지 4년) 7월에 가고시마현에 속했다가 같은 해 11월에 가고시마현에서 분리되어 미야코노죠현에 속하게 되었으나, 1873년(메이지 6년)에 다시 가고시마현에 편입되었다. 
1968년에 발생한 에비노 지진은 최대 규모 M6.1의 대규모로 요시마쓰초에서는 진도 4~5가 관측되었으며, 지진으로 인한 요시마쓰초의 피해는 사망자 2명, 피해액은 수십억 엔에 달했다. 
- 1889년 4월 1일 - 정촌제 시행에 따라 구와바라군 요시마쓰촌이 성립하였다.
- 1896년 4월 1일 - 요시마쓰촌 관할권이 아이라군으로 변경되었다.
- 2005년 3월 22일 - 구리노정과 합병해 유스이정이 되었기 때문에 자치체로서의 요시마쓰정은 폐지되었다.

## 지역

### 인구
凡例
|  | 인구（人） |  | 세대수（戸） |

| 1887년 | 2,724 |  |
| 1887년 | 615   |  |
| 1921년 | 5,541 |  |
| 1921년 | 1,286 |  |
| 1930년 | 6,231 |  |
| 1930년 | 1,191 |  |
| 1940년 | 6,152 |  |
| 1940년 | 1,135 |  |
| 1950년 | 8,638 |  |
| 1950년 | 1,689 |  |
| 1960년 | 8,021 |  |
| 1960년 | 1,741 |  |
| 1970년 | 5,742 |  |
| 1970년 | 1,614 |  |
| 1980년 | 4,804 |  |
| 1980년 | 1,668 |  |
| 1990년 | 5,102 |  |
| 1990년 | 1,822 |  |
| 1995년 | 4,935 |  |
| 1995년 | 1,821 |  |

## 교통

### 철도
- 규슈 여객철도
  - 히사쓰 선
  - 깃토 선

### 도로
- 규슈 자동차도
- 국도 268호선